# Shizuto Masunaga
Shizuto Masunaga (1925-1981) est praticien et auteur de livres sur le shiatsu. Fondateur de l'école IOKAI Shiatsu au Japon.
Né à Kure dans la préfecture de Hiroshima, il est diplômé de psychologie de l'université de Kyoto en 1949. En 1957, il entre au Japan Shiatsu College, fondé par Namikoshi. Une fois diplômé en 1959, il y enseigne jusqu'en 1969, notamment la psychologie clinique, et y approfondit ses recherches. Il enseigne par ailleurs la psychologie au lycée. En 1960, il fonde l'école Iokai Shiatsu ; en 1968, il ouvre l'institut Iokai à Tokyo. Il enseignera son propre shiatsu basé sur les méridiens au Japon et ailleurs dans le monde (Europe, USA, Canada, ...). Il décède d'un cancer colorectal en 1981 à l'âge de 57 ans.

## Sources
- (en) Cet article est partiellement ou en totalité issu de l’article de Wikipédia en anglais intitulé « Shizuto Masunaga » (voir la liste des auteurs).
- Notices d'autorité :   - VIAF
  - ISNI
  - BnF (données)
  - IdRef
  - LCCN
  - GND
  - Italie
  - Japon
  - CiNii
  - Espagne
  - Pays-Bas
  - Israël
  - Corée du Sud
  - WorldCat